# Intaglio (Grabhügel)
Intaglio ist  ein fachsprachlicher Begriff für Hügelgrabwerke mit in die Landschaft eingeprägter bildlicher Darstellung.
Intaglio ist ein aus der italienischen Sprache stammender Begriff für Reliefieren, Schnitzen, Gravieren und Skulpturieren. Er stammt aus dem Kunstgewerbe, angewandt ursprünglich für Holzarbeiten sowie Edelsteine. Angewandt auf die Archäologie bezieht er sich auf figurative Grabhügel oder -mulden, die historisch für diverse Indianerkulturen Nordamerikas nachgewiesen sind.
Ein Beispiel ist der unmittelbar südlich von Fort Atkinson im US-Bundesstaat Wisconsin gelegene indianische Begräbnishügel in Gestalt einer großen Katze. Er ist der einzige unzerstört gebliebene weit und breit, weil er als Sehenswürdigkeit touristik-wirtschaftlich nutzbar zu machen war.